# Boljarski izvor
Boljarski izvor (bulgariska: Болярски извор) är ett distrikt i Bulgarien.   Det ligger i kommunen Obsjtina Charmanli och regionen Chaskovo, i den centrala delen av landet, 230 km öster om huvudstaden Sofia.
I omgivningarna runt Boljarski izvor växer i huvudsak lövfällande lövskog. Runt Boljarski izvor är det glesbefolkat, med 18 invånare per kvadratkilometer.